# Embritopody
Embritopody, embrytopody (Embrithopoda) – rząd wymarłych ssaków spokrewnionych z trąbowcami (Proboscidea), brzegowcami (Sirenia) i góralkowcami (Hyracoidea).
Charakteryzowały się pełnym uzębieniem, którego budowa wskazuje na dietę złożoną głównie z miękkich części roślin, takich jak liście i owoce. Najbardziej charakterystyczną cechą embritopodów były dwa duże wyrostki na czaszce, za życia pokryte zapewne także rogową pochwą.
Najliczniejsze szczątki należą do przedstawicieli rodzaju Arsinoitherium, opisanego na podstawie skamieniałości z osadów późnoeoceńskich i wczesnooligoceńskich z niecki Fayoum w Egipcie. Gatunek Arsinoitherium zitelli Beadnell, 1902 osiągał rozmiary zbliżone do dzisiejszego nosorożca czarnego. Późniejszy Arsinoitherium giganteus Sanders, Kappelman & Rasmussen, 2004 z osadów oligoceńskich Etiopii był wielkości niewielkiego słonia. Nieliczne szczątki ssaków zaliczanych do Embrithopoda zostały znalezione w południowej Europie (Cravadiatherium Radulesco et al., 1976).

## Systematyka
Podział systematyczny wg. fossilworks:
- Lunania
- Namatherium
- Stylolophus

Rodzina: Arsinoitheriidae
- Podrodzina: Arsinoitheriinae
  - Arsinoitherium
- Podrodzina: Palaeoamasiinae
  - Crivadiatherium
  - Hypsamasia
  - Palaeoamasia